# Triangle (filme britânico)
Triangle (br Triângulo do Medo) é um filme de suspense e terror psicológico produzido no Reino Unido e filmado na Austrália, dirigido por Christopher Smith e lançado em 2009, estrelado por Melissa George e Michael Dorman.
O filme conta a história de uma mãe solteira que vai em uma viagem de lancha com alguns amigos. Quando são forçados a abandonar o barco, eles são resgatados por um navio, no qual tem a impressão de que alguém os está observando.

## Enredo
Enquanto prepara seu filho autista Tommy para velejar com seu amigo Greg, Jess escuta a campainha, mas não há ninguém. Mais tarde ela chega no porto na Flórida sem Tommy, justificando que ele está na escola e sobe no barco de Greg. Ela encontra o casal amigos de Greg, Sally e Downey e a amiga de Sally, Heather e Victor, um fugitivo de casa que mora com Greg. Enquanto estão no mar, o vento para e uma tempestade se aproxima, nisso eles recebem um sinal de socorro enquanto falam com a guarda costeira. A tempestade naufraga o barco que faz com que Heather seja tragada para a água, os outros sobem no barco virado quando a tempestade passa.
Eles embarcam em um navio que passa, aparentemente deserto, porém com comida fresca na sala de jantar. Jess começa a ter uma sensação de Déjà Vu enquanto exploram o local. Eles encontrarm as chaves de Jess no corredor perto do mural de vidro para Aeolus, nome do barco, que leva Sally a acreditar que Heather também embarcou. Jess nota que alguém os está vigiando e Victor vai atrás. Ela e Greg continuam investigando e acham escrito em sangue em um espelho "Vão ao teatro" Logo em seguida, ela volta para a sala de jantar e vê que a comida está apodrecendo. Victor entra, coberto de sangue e tenta matar Jess, ela luta com ele e vence atingindo o machucado atrás da cabeça dele. Ela escuta tiros e vai até o teatro, Greg está morto por um tiro. Sally e Downey falam para Jess que Greg disse que ela atirou nele. Eles a acusam de manda-los ao teatro. Um mascarado aparece e atira neles pela sacada e persegue Jess até o deck exterior, ela luta e desarma o atirador, que diz a ela "Você precisa matar todos, é a única maneira de ir para casa" antes de cair no mar.
Ela breve escuta gritos e vê a sia mesma e os outros vivos em cima do barco virado de Greg. Depois de subirem a bordo, Jess se torna a figura anterior não vista: ela deixa as chaves cairem perto do mural de vidro e é vista pouco tempo depois. Ela tenta avisar Victor quando ele chega até ela, apenas para acidentalmente machuca-lo com um gancho de parede. Ela foge mais ao fundo no navio e encontra diversas roupas duplicadas do atirador, espingarda e o próprio armário e uma nota dizendo para matar a todos se embarcarem. Ela pega a espingarda com a intenção de "mudar o padrão", mas o atirador, outra Jess, mata Greg e Downey antes de mortalmente apunha-lar Sally com uma faca.
A primeira Jess persegue Sally, que manda o aviso de socorro para o barco de Greg. Jess se aproxima dela no deck superior cheio de outros corpos da Sally, e Sally morre pelas feridas, abaixo delas a Nova Jess mata a Atiradora Jess. O barco virado aparece de novo e Jess percebe que o loop começa uma vez que todos estejam mortos. Desesperada para matar e impedir o loop, Jess coloca as situações do primeiro loop em curso com ela como atiradora. Depois ela é desarmada na luta no deck e fala para sua dublê matar todos quando retornarem e cai do convés.
Ela acorda na praia e descobre que é a mesma manhã. Ela volta para casa e vê pela janela a própria dublê abusar de Tommy com raiva de seu autismo. Prometendo mudar, ela distrai a a dublê com a campainha e então a mata, ela coloca o corpo numa mala e então coloca a mala na traseira do carro, e sai com Tommy. Uma gaivota atinge o para-brisa e morre, mas quando ela vai se livrar do animal, ela vê uma pilha de gaivotas mortas. Percebendo que ainda está presa no loop, Jess se apressa, mas bate no caminhão e Tommy é morto e a dublê anterior (que a Jess matou) é vista morta na cena. Na conclusão, a Jess real está assistindo o acidente. Um motorista de taxi se aproxima e oferece uma carona até o porto. Depois de prometer voltar, ela se junta aos outros no barco de Greg, começando o loop de novo.

## Elenco
- Melissa George como Jess
- Michael Dorman como Greg
- Rachael Carpani como Sally
- Henry Nixon como Downey
- Emma Lung como Heather
- Liam Hemsworth como Victor
- Joshua McIvor como Tommy